# Beni (Solukhumbu)
Beni (Nepali बेनी) ist ein Dorf und ein ehemaliges Village Development Committee (VDC) im Distrikt Solukhumbu der Verwaltungszone Sagarmatha in Ost-Nepal.
Beni liegt südlich des Hochhimalaya, 60 km südwestlich vom Mount Everest. Das VDC wird im Osten vom Oberlauf des Solu Khola begrenzt. Im Süden liegt Salleri.
Seit Ende 2014 ist Beni Teil der neu gegründeten Stadt Dudhkunda.

## Einwohner
Das VDC Beni hatte bei der Volkszählung 2011 1575 Einwohner (davon 754 männlich) in 395 Haushalten.

## Dörfer und Weiler
Beni besteht aus mehreren Dörfern und Weilern. 
Die wichtigsten sind:
- Beni (2450 m ⊙)
- Junbesi (2940 m ⊙)
- Phera (2500 m ⊙)
- Salung (2870 m ⊙)
- Serlo (2830 m ⊙)